# (1526) Mikkeli
(1526) Mikkeli – planetoida z pasa głównego asteroid okrążająca Słońce w ciągu 3 lat i 191 dni w średniej odległości 2,31 au. Została odkryta 7 października 1939 roku w Obserwatorium Iso-Heikkilä w Turku przez Yrjö Väisälä. Nazwa planetoidy pochodzi od Mikkeli, miasta w Finlandii. Przed nadaniem nazwy planetoida nosiła oznaczenie tymczasowe (1526) 1939 TF.